# Piaski (plaats in Groot-Polen)
Piaski is een dorp in het Poolse woiwodschap Groot-Polen, in het district Gostyński. De plaats maakt deel uit van de gemeente Piaski en telt 3040 inwoners.